# Odontomachus granatus
Odontomachus granatus är en myrart som beskrevs av Wang 1993. Odontomachus granatus ingår i släktet Odontomachus och familjen myror. Inga underarter finns listade i Catalogue of Life.